# John Martin
Pour les articles homonymes, voir John Martin (homonymie) et Martin.

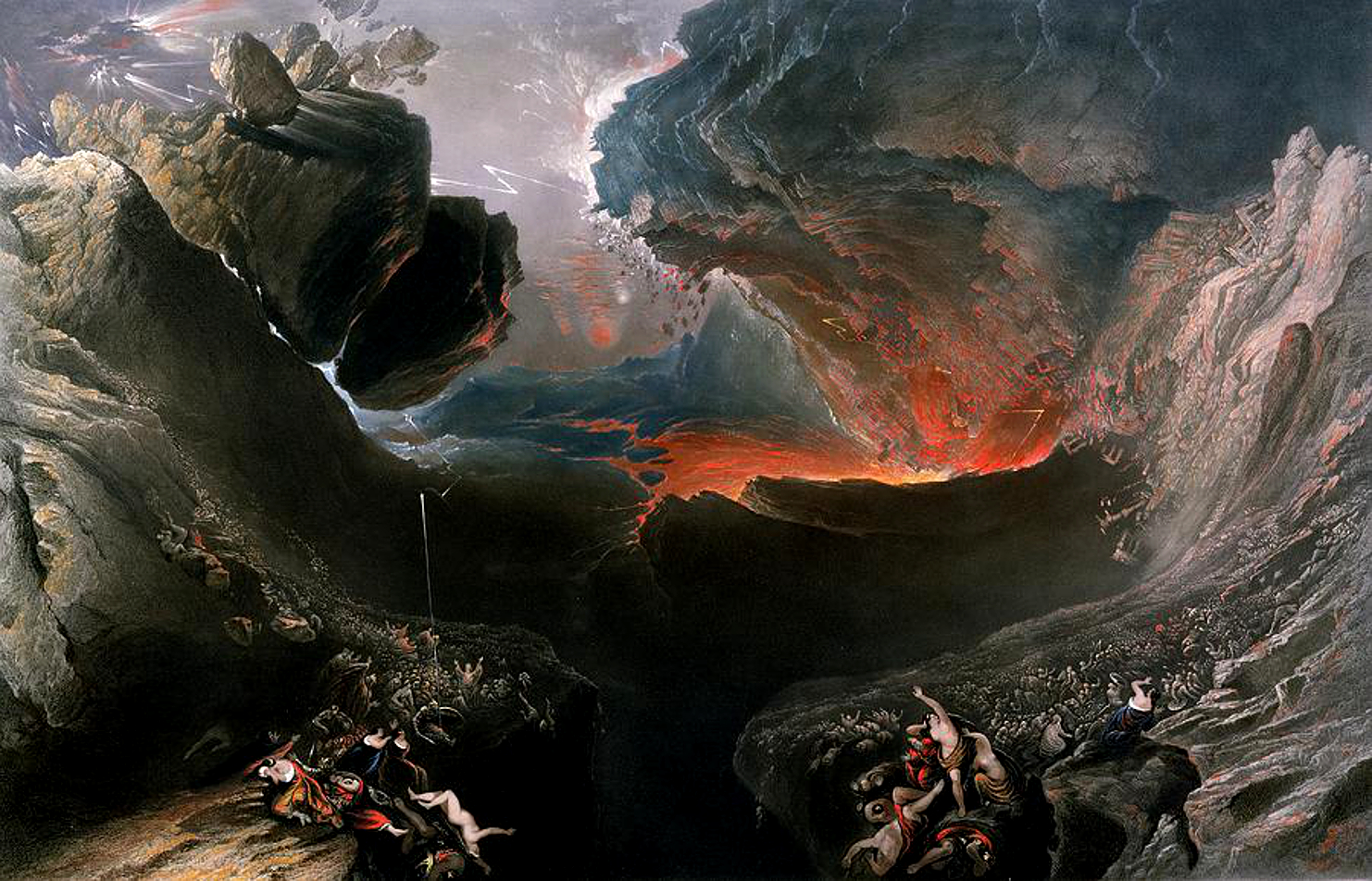
La Fin du monde, 1853

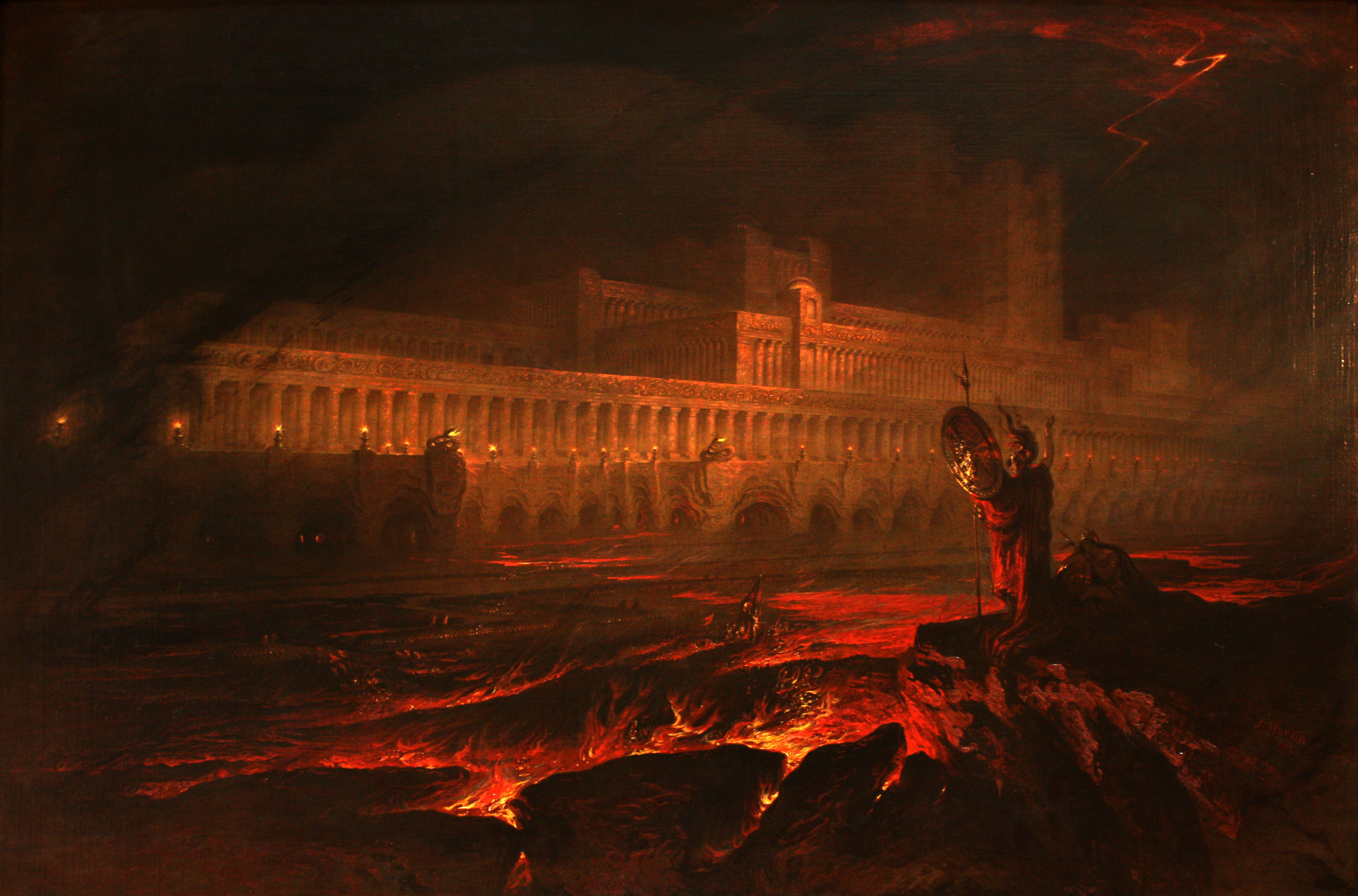
Le Pandemonium, 1841

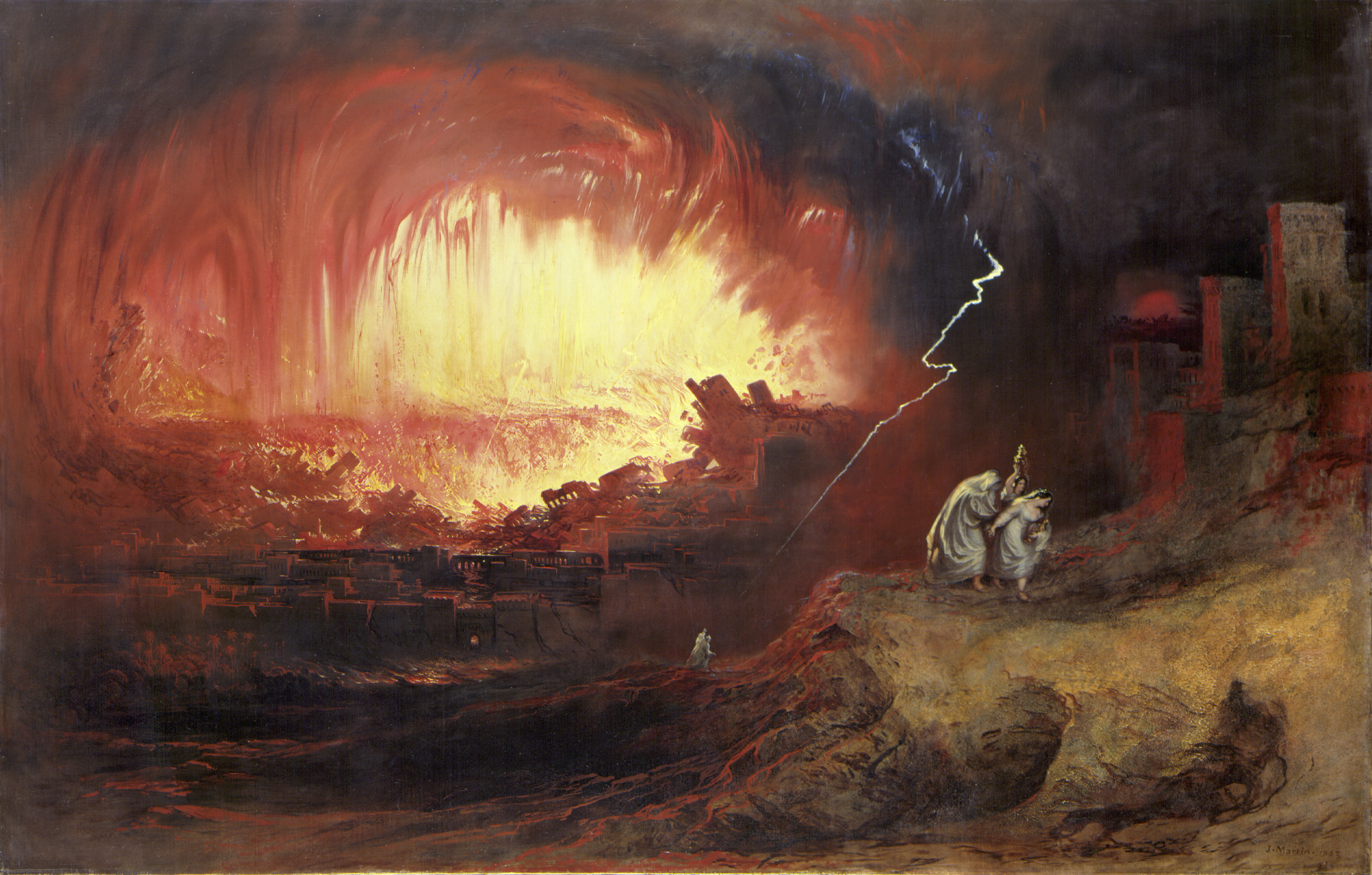
La Destruction de Sodome et Gomorrhe, 1852

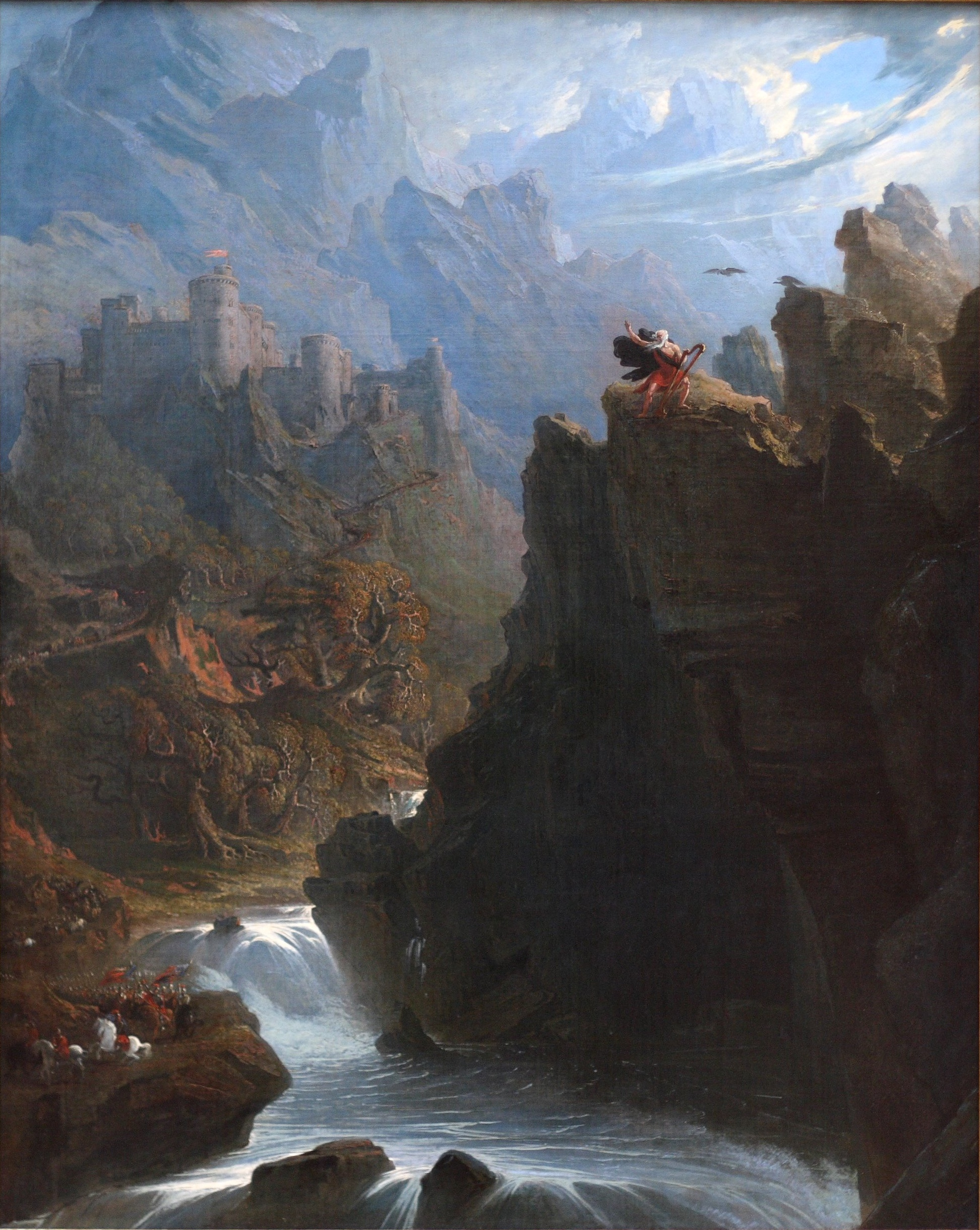
Le Barde, 1817.

John Martin, né le 19 juillet 1789 à Haydon Bridge et mort le 17 février 1854 à l'île de Man, est un peintre et graveur anglais de la première moitié du XIXe siècle. Ses œuvres, inspirées par le romantisme, mettent le plus souvent en scène des paysages et tableaux apocalyptiques tirés de la Bible, sa principale référence.

## Biographie

### Famille et enfance
John Martin est né le 19 juillet 1789 dans le cottage d'East Landends à Haydon Bridge près de Hexham dans le Northumberland. 
Son père, William Fenwick Martin, lié à la famille Fenwick de Bywell, a d'abord travaillé comme artisan tanneur à Bardon Mill et était vu comme "un homme solide à l'esprit audacieux et un épéiste expérimenté" . Son audace s'exprime quand il demande la main d'Isabelle Thompson, fille d'un petit propriétaire terrien dans les environs d'Haydon Bridge, et décide de fuir avec elle à cheval vers Gretna Green pour se marier après le refus des parents d'Isabelle. Ils reviennent ensuite s'installer dans le cottage The Towhouse près de Bardon Mill où naît leur premier enfant, William, en 1772. À cause d'une vie très précaire, William est souvent envoyé chez ses grands-parents à Lowland's End, son père enchaînant les petits boulots. Fenwick est finalement employé comme contremaître dans une tannerie à Bridgehouse Yard non loin de Ayr où naît le deuxième enfant, Richard, futur sergent chez les Guards et poète, en 1779. Quelques mois plus tard, il s'engage dans l'armée et part vers les Amériques alors en pleine guerre pour l'indépendance. Après seulement trois mois, il est blessé en réprimant une mutinerie et repart vers le Royaume-Uni avec une petite pension. À son retour, il recommence à passer de travail en travail, tantôt dirigeant un pub à Hartley dans le Northumberland, tantôt maître d'armes à Hexam ou encore menuisier pour un certain M. Tulip à Highside, près d'Hexam où naît, en 1782, son troisième fils, Jonathan, connu pour avoir incendié la cathédrale d'York. L'année suivante il travaille de nouveau comme maître d'armes au Chancellor's Head à Newcastle alors qu'Isabelle retourne chez ses parents à Kintyre, son père ayant été appelé là-bas par le duc d'Argyll pour enseigner l'agriculture aux habitants des Highlands. En 1789, après une courte excursion à Londres, utilisant les économies de sa femme simplement pour voir la ville, il s'installe avec Isabelle dans le cottage d'East Landends où naît John, le douzième enfant de la famille. Sa mère, incapable de le nourrir le confie à une nourrice, Mary French.
De ses 12 frères et sœurs seuls William, Richard, Jonathan et Anne survécurent jusqu'à l'âge adulte mais la situation économique des Martin reste très difficile malgré l'aide apportée par William qui s'engage, en 1805, dans la milice du Northumberland et envoie sa paie à son père. L'arrivée de la mère d'Isabelle, à la suite de la mort de son père, améliore un peu les choses. Anne Thompson est une fervente protestante et a l'habitude de réunir toute la famille mais aussi tous les gens qui le veulent, deux fois par jour, pour prier ensemble. Cette habitude se poursuit dans la maison des Martin familiarisant John aux thèmes de l'Ancien Testament, thèmes qui se retrouvent dans ses peintures.
Le jeune John est envoyé très tôt à la Haydon Bridge Grammar School, fondée en 1685 par le Révérend John Shaftoe et gratuite pour les garçons de plus de quatre ans, nés dans la paroisse. Il y apprend à lire, écrire mais aussi la géographie, la navigation et les mathématiques. D'après John lui-même, les cours ne l'ont jamais vraiment intéressé et il préférait dessiner sur ses livres de cours, livres qu'il a conservés.
Certains témoignages relatent la passion et le talent précoce de John pour le dessin et la peinture. Eneas Mackenzie, dans son Newcastle-Upon-Tyne (1827) raconte que pendant un cours, John utilisa une allumette pour dessiner sa classe sur le mur près de la cheminée.

### Ses débuts
En 1803, la famille Martin déménage à Newcastle-upon-Tyne et John, alors âgé de 14 ans, est envoyé chez un professeur de peinture, Leonard Wilson, où il commence sa formation par de la peinture de blason. Très vite, la routine l'ennuie et il passe le plus clair de son temps à reproduire les dessins des enseignes. L'approche de la fin de son contrat le décide à partir mais une dispute concernant le paiement de son salaire retarde son départ. Son maître va même jusqu’à lancer une procédure judiciaire, expérience traumatisante pour John, encore adolescent, qui se retrouve devoir se défendre seul. L'issue est finalement favorable à l'apprenti, qui repart chez lui avec ses gages.
Son père lui propose alors un apprentissage chez Boniface Musso, peintre italien spécialisé dans la porcelaine. Alors que le père de John n'a plus les moyens de payer les cours, Musso décide de prendre le jeune garçon sous son aile. C'est ainsi que John se voit gratifier de cours de dessin et de peinture tous les jours mais aussi recevoir ses premières commandes de portraits. L'année suivante, en 1806, John se voit proposer d'aller à Londres pour rejoindre le fils de Boniface, Charles Musso, lui-même peintre, qui lui promet un travail dans un atelier de peinture sur porcelaine. Malgré le désaccord de ses parents, John accepte. Habitant dans une simple chambre sur Cumberland Place, il commence à gagner sa vie en donnant des cours de dessin tout en pratiquant l'aquarelle, la peinture sur verre et porcelaine, et consacrant son temps libre à l'étude de l'architecture. Il se marie quelque temps plus tard à l’âge de 19 ans et commence alors sa carrière de peintre.

### Le peintre
Sa carrière démarre en 1811 lorsqu'il décide d'envoyer un de ces tableaux, Sadak à la recherche des eaux de l'oubli à la Royal Academy. Son travail est remarqué par William Manning, directeur de la Banque d'Angleterre qui achète sa toile pour 50 guinées. Cette première vente lui permet en outre de se rapprocher de Benjamin West, président de la Royal Academy. Ce premier élan est toutefois arrêté en 1814 après une querelle concernant la place de sa toile Clytie dans une exposition proposée par l'institution royale. Une querelle similaire deux ans plus tard, concernant cette fois son tableau Joshua commanding the Sun to stand still, met un terme aux contributions de Martin et fait même de lui un des opposants à la Royal Academy, au moins pour un temps. Cela ne ternit toutefois pas la réputation du peintre dont le Joshua est très apprécié et obtient même un prix de 100 livres sterling que lui décerne la British Institution en 1817. La même année Martin est appelé à la cour de la princesse Charlotte pour pratiquer la peinture d'histoire. Après deux ans sans événement notable, il revient sur le devant de la scène en exposant son Fall of Babylon à la British Institution en 1819 et Macbeth en 1820.
Le véritable décollage de sa carrière se fait avec l'exposition du Festin de Balthazar pour lequel il reçoit un prix de 200 livres sterling. Cette œuvre, considérée comme majeure et suscitant autant admiration qu'hostilité, a été, de l'aveu de l'auteur, inspirée par la lecture d'un poème du même titre de Thomas Smart Hughes (en). John Martin semble avoir trouvé son style, ce que tendent à prouver les œuvres qu'il expose les années suivantes : Destruction of Herculaneum (1822) et The seventh plague (1823) avec toujours autant, sinon plus, de succès. Il rejoint alors la Society of British Artists tout juste créée et y expose de 1824 à 1831 puis en 1837 et 1838 après quoi il retourne exposer à la Royal Academy.
En 1833 il expose une de ses toiles, The fall of Nineveh, à Bruxelles qui est remarquée et achetée par le gouvernement belge. Cette notoriété nouvelle lui permet d'être élu membre de l'Académie royale des sciences, des lettres et des beaux-arts de Belgique et de recevoir le titre de chevalier de l'ordre de Léopold décerné par le roi des Belges.
Après une nouvelle pause, il reprend une série d'expositions avec en 1837 The Deluge, en 1838 The Death of Moses et The Death of Jacob puis en 1839 The Last Man et enfin The Eve of the Deluge et The Assuaging of the Waters en 1840.
Les immenses peintures de Martin s'inspirent des dioramas, divertissement très à la mode dont il est considéré comme l'un des précurseurs.

### Le graveur
Grand peintre, John Martin est aussi un graveur reconnu. En 1823, un éditeur américain, Samuel Prowett, lui passe commande d'une illustration du poème épique de John Milton, Le Paradis perdu pour 2 000 £. Elle se compose de vingt-quatre gravures que Prowett a fait compléter par une autre série de vingt-quatre mais sur de petites assiettes, dont deux sont devenues célèbres : Le Pandæmonium et Satan Presiding at the Infernal Council (en).
Inspiré par les publications qu'a faites Prowett de ses œuvres, Martin va se mettre à publier lui-même ses illustrations de l'Ancien Testament mais cela devient vite un gouffre financier. Il revend ses créations à Charles Tilt qui les fait paraître en 1838.

### Fin de vie et postérité
Pendant ses quatre dernières années, il continue à peindre sur des thèmes bibliques en en privilégiant trois : le Jugement dernier, la colère divine et le Paradis qui donnent plusieurs grandes œuvres : La Destruction de Sodome et Gomorrhe (The Destruction of Sodom and Gomorrah) (1852) ou La Fin du monde (The Great Day of His Wrath) (1853).
Il meurt d'une crise de paralysie sur l'île de Man alors qu'il est en train de peindre. Son œuvre a inspiré de nombreux artistes ou écrivains, parmi lesquels la famille Brontë.
La plupart de ses tableaux ont été acquis en 1974 par le Tate Britain et y sont toujours exposés.

## Distinction
- Chevalier de l'ordre de Léopold (1833)[21].